# Bernd Katzenstein
Bernd Katzenstein (* 11. Mai 1940 in Zwickau; † 1. Juni 2025) war ein deutscher Publizist und Journalist.

## Leben
Nach einer Lehre zum Bankkaufmann in Hamburg und dem Studium der Betriebswirtschaftslehre in Köln arbeitete Katzenstein als Verlagsleiter und Redakteur bei Capital. Von 1980 bis 1984 war er Leiter des Büros des Herausgebers Johannes Gross. Von 1985 bis 1992 war er Chefredakteur der DM, die mit Einführung des Euro in Euro umbenannt wurde, nahezu parallel war er von 1989 bis 1991 Chefredakteur der Zeitschrift profitravel. Im Jahr 1993 folgte Katzenstein bei auto motor und sport als Chefredakteur auf Helmut Luckner, wurde aber nach bereits rund acht Monaten von diesem wieder abgelöst.
Seit 1994 war Katzenstein als Kommunikationsberater tätig. Von 1996 bis 2007 betreute er die MLP-Kundenzeitschrift Forum in der Funktion des Chefredakteurs. Seit 1997 war er Sprecher und Projektkoordinator des Deutschen Instituts für Altersvorsorge.
Katzenstein starb 2025 im Alter von 85 Jahren.